# Cultura chic

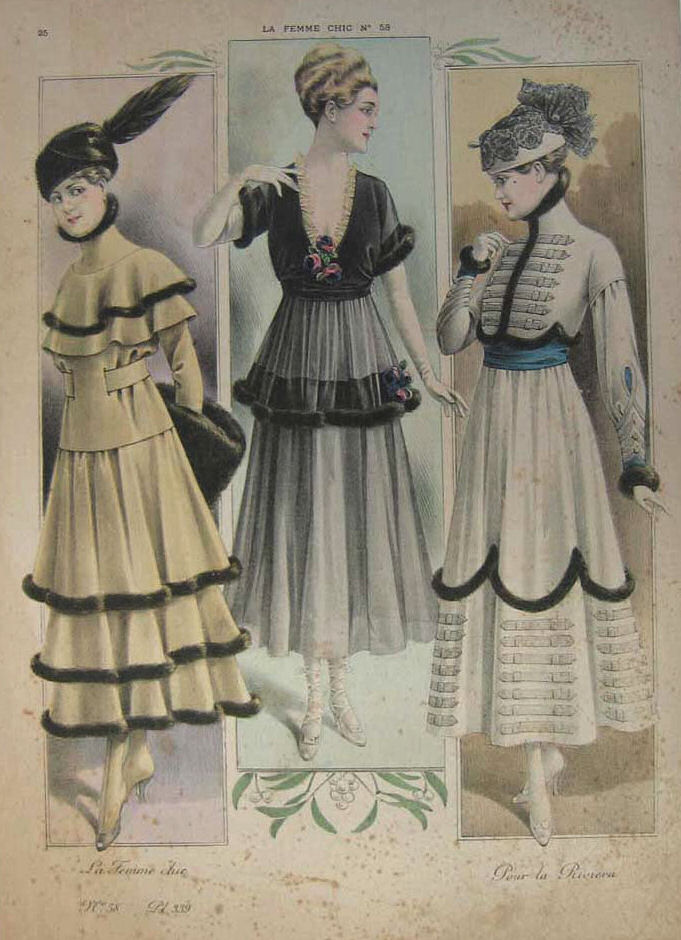
Cultura Chic.

El Chic es un término que se utiliza para denominar a una corriente artística y estética derivada de la filosofía posmoderna de finales del siglo XIX. Su característica principal es el desapego del patrón tradicional de la belleza, y la "suplantación" de los valores formales impuestos por la industria cultural y de consumo de las sociedades del capitalismo tardío a las que se refiere Jürgen Habermas.
Si bien etimológicamente el término chic procede probablemente del francés como singular de chicard -palabra en argot para describir a "los que tienen clase"-, la cultura chic puede ser considerada como una variación de la tradición artística pop, derivada ésta de los fenómenos underground de finales de los años sesenta. En términos formales, lo chic es una reacción a lo kitsch (Milan Kundera), con una marcada influencia en la moda y el cine.

## Citas
A lo largo de los años el término chic se ha aplicado, entre otros, a eventos sociales, situaciones, personajes o a modas y estilos de vestir. A diferencia del idioma español, en inglés el término chic se utiliza indistintamente como adjetivo y como nombre, viniendo a significar tanto "elegante" como "gracia" o "elegancia" discreta y divertida. Fue una de una serie de "palabras de argot" que H. W. Fowler vinculó con profesiones particulares, específicamente con el "periodismo de la sociedad", con el consejo de que, si se usa en ese contexto, "la familiaridad se disimulará y, a veces, pondrá de manifiesto su argot"."
- En 1887 la revista The Lady señalaba que "para las mujeres de Nueva York ... no existía forma de entretenimiento tan chic como una reunión de almuerzo."[2]
- Cuarenta años después, E. F. Benson en su novela Lucia in London (1927) describía la llegada de una brillante variedad de invitados a una reunión improvisada después de la ópera como "la informalidad más chic que era posible concebir"
- En los años 50, Edith Head se refería al atuendo de Audrey Hepburn en la película Sabrina (1954) como, "Si lo hubiese llevado alguien sin su chic, no se habría convertido en un estilo"[3]
- A principios del siglo XXI la agencia de viajes Thomas Cook informaba a aquellos que desearan conocer la vida nocturna del sofisticado resort mediterráneo de Monte Carlo, "el estilo casual está bien excepto en el Casino, pero lo hace costoso y muy chic si quieres mezclarte."[4]
- Según la revista estadounidense Harper's Bazaar (refiriéndose a la "dramática simplicidad" de la ropa de día del modisto Cristóbal Balenciaga, 1895-1972), "la eliminación es el secreto de la elegancia" -chic en el original en inglés- [5]